# 女子高生 GIRL'S-HIGH キャラクターソング&ドラマ
『女子高生 GIRL'S-HIGH キャラクターソング&ドラマ』（じょしこうせい ガールズ・ハイ キャラクターソングアンドドラマ）は、テレビアニメ『女子高生 GIRL'S-HIGH』のキャラクターソングアルバム。2006年（平成18年）5月24日にMellow Headから発売された。

## 概要
- テレビアニメ『女子高生 GIRL'S-HIGH』のキャラクターソングと各キャラクターのショートドラマを収録している。
- ジャケットには、高橋絵里子、鈴木由真、佐藤綾乃、香田あかり、姫路京子、小川育恵がプリントされている。

## 収録曲
1. ショートエピソード「前途」 絵里子編 [3:51]
2. レッツゴー スクール★ガール! [3:14]
歌：高橋絵里子（生天目仁美）
作詞：lotta、作曲・編曲：黒須克彦
3. ショートエピソード「多難」 由真編 [3:42]
4. しょーがないなー [4:07]
歌：鈴木由真（浅野真澄）
作詞：mao、作曲・編曲：chokix
5. ショートエピソード「悪戦」 綾乃編 [3:39]
6. 春風 [5:06]
歌：佐藤綾乃（能登麻美子）
作詞：mao、作曲・編曲：安瀬聖
7. ショートエピソード「苦戦」 香田編 [3:47]
8. かしまし×つつまし [4:49]
歌：香田あかり（雪野五月）
作詞：lotta、作曲・編曲：chokix
9. ショートエピソード「無理」 姫路編 [4:12]
10. 好きな人がいないとダメ! [3:50]
歌：姫路京子（氷上恭子）
作詞：谷藤律子、作曲・編曲：黒須克彦
11. ショートエピソード「難題」 小川編 [4:33]
12. サプリメント [4:12]
歌：小川育恵（石毛佐和）
作詞：谷藤律子、作曲・編曲：安瀬聖